# Louis-Jacques Goussier
Louis-Jacques Goussier, né le 7 mars 1722 à Paris où il est mort le 1er brumaire an VIII (23 octobre 1799), est un ingénieur, dessinateur et un encyclopédiste français. 

## Carrière
Issu d’un milieu modeste, il étudie puis enseigne les mathématiques dans l’école gratuite du philosophe Pierre-André Leguay de Prémontval, place Maubert à Paris. L’école ferme en 1744.

Dessinateur autodidacte, Goussier réalise des illustrations pour La Condamine (calcul des méridiens, 1746), pour le baron Étienne-Claude de Marivetz (Géographie Physique du Monde, 1768, Système général, physique et économique de navigations naturelles et artificielles de l’intérieur de la France et de leurs coordinations avec les routes de terre, 1788) et pour Roland de La Platière (Encyclopédie méthodique des manufactures, arts et métiers, 1789). En 1792, il est nommé à la division technique des arts et métiers du ministère de l’Intérieur, puis à la section armes et armements du Comité de salut public en 1794. Cette même année, il publie pour le compte du Conservatoire national des arts et métiers un recueil de Dessins de Machines et Instruments des Arts.

## Vie personnelle
La vie de Goussier nous est connue pour l'essentiel par la "Nécrologie" publiée par Denis-Francois Donnant, dans le Journal de Paris du 8 brumaire an VIII (30 octobre 1799).
Il se marie en 1751 avec Marie-Anne-Françoise Simonneau, dont il a deux enfants. En 1759, son épouse le fait envoyer en prison car elle lui reproche « ses mauvaises façons de penser, faisant profession de n’avoir aucune religion et méprisant les lois divines et humaines ». Dix jours plus tard et elle change d’avis et demande sa libération, expliquant qu’il est « un honnête homme, qui a beaucoup d’esprit ».
Personnage attachant, on le disait bon père et bon ami, esprit libre, bon vivant, attiré par le plaisir et par la science. Denis Diderot fera un portrait de Goussier dans Jacques le Fataliste, sous le nom de La Gousse.

## L’Encyclopédie de Diderot
Louis-Jacques Goussier est avant tout célèbre pour avoir assuré la maitrise d’œuvre des planches de l’Encyclopédie de Diderot, qui le présentait comme « celui qui a dessiné tout ce qu’il y a de bonnes planches dans notre encyclopédie ». Certains n’hésitent pas à qualifier Goussier de « troisième auteur » de l’Encyclopédie, après Diderot et D’Alembert.
Il est recruté en 1747 par Jean le Rond d'Alembert. La tâche l’occupera pendant près d’un quart de siècle. Dans un premier temps, Diderot avait demandé à Goussier de redessiner des illustrations préexistantes, comme le traité d’anatomie de Vésale. À la suite de procès pour plagiat, Goussier devra finalement faire de ses planches une œuvre inédite.
De 1747 à 1760, il effectue un véritable reportage auprès de toutes les corporations : mineurs, forgerons, artistes, etc. Il en tirera les planches synthétiques et pédagogiques qui sont la marque de fabrique de l’Encyclopédie.
Il dessine lui-même plus de neuf cents planches, c’est-à-dire près d’un tiers du corpus (2885 planches). Louis-Jacques Goussier est par ailleurs le seul dessinateur de l’Encyclopédie à avoir rédigé des articles, soixante huit. Il est aussi le seul dessinateur à être cité dans le Discours préliminaire de l’Encyclopédie.
L’horloger Ferdinand Berthoud, au vu des trois premiers volumes d’illustrations de l’Encyclopédie, écrit que Goussier est « un des auteurs de l’Encyclopédie. Cet artiste ne possède pas seulement le talent du dessin, il joint encore beaucoup de connaissances de mathématiques, de physique et des arts et une intelligence particulière des machines, manufactures, etc. »
Il avait même rédigé des articles sur la musique d’après des Mémoires de Thomas. Il est possible qu’ils aient collaboré sur d’autres articles de musique de l’Encyclopédie – caractérisés par Alfred Richard Oliver comme de bonne qualité – que ceux sur le « diapason » et l’« orgue », en collaboration avec Thomas.

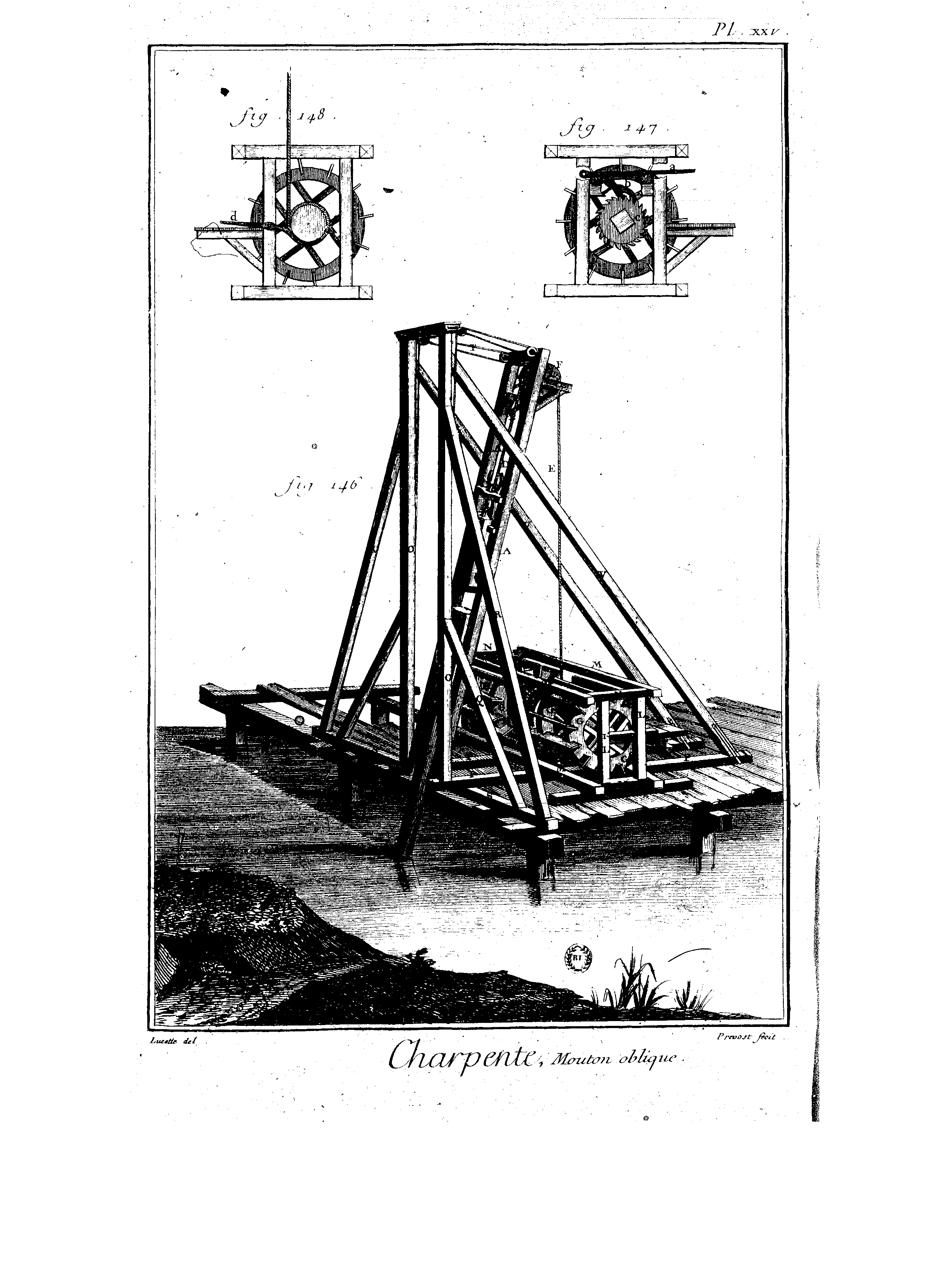
Planche Charpente de l’Encyclopédie, vol..